# Gran Fiesta Tour Starring The Three Caballeros
De Gran Fiesta Tour Starring The Three Caballeros is een attractie in Epcot in het Walt Disney World Resort in Florida, die geopend werd op 6 april 2007. Het is een darkride met shoot-the-chute-bootjes als vervoersmiddel. De attractie speelt zich af rondom het thema van De Drie Caballeros die een optreden geven in Mexico, maar een van hun bandleden, Donald Duck, zijn kwijtgeraakt en hem gaan zoeken. De attractie verving de voormalige attractie El Rio del Tiempo, die haar deuren voorgoed sloot op 2 januari 2007.

## Geschiedenis
Voordat de Gran Fiesta Tour Starring The Three Caballeros werd geopend, bevond zich op dezelfde locatie de darkride El Rio del Tiempo. Al rond het jaar 2000 gingen er geruchten de rondte dat deze darkride vervangen zou worden door een nieuwe attractie, gebaseerd op de film De Drie Caballeros. Uiteindelijk werd El Rio del Tiempo gesloten op 2 januari 2007, om enkele maanden later inderdaad te openen als de Gran Fiesta Tour Starring The Three Caballeros.
De Gran Fiesta Tour Starring The Three Caballeros maakte gebruik van zo goed als hetzelfde decor en hetzelfde ritverloop als El Rio del Tiempo. De meest ingrijpende verandering bestond uit het vervangen van de El Rio del Tiempo-films door nieuw filmmateriaal van geanimeerde figuren uit De Drie Caballeros in real-life Mexico. De animaties hiervoor werden geregisseerd door Eric Goldberg. Verdere aanpassingen bestonden onder andere uit het verwijderen van de marionettencarrousel in de laatste scène. Hiervoor kwam een podium in de plaats, met op de achtergrond een scherm waarop een concertscène met de drie Caballeros werd geprojecteerd: de clou van de attractie. De vernieuwde attractie opende uiteindelijk op 6 april 2007.
Tijdens een verbouwing in 2015, werd deze laatste scène vernieuwd. Het projectiescherm werd vervangen door een doek en op de voorgrond werden drie animatronics geplaatst van Panchito Pistoles, José Carioca en Donald Duck, de drie hoofdpersonen uit De Drie Caballeros. Deze animatronics werden gerecycled van de attractie Mickey Mouse Revue, die op 25 mei 2009 haar deuren sloot in Tokyo Disneyland (daarvóór was deze attractie al te vinden in het Magic Kingdom, tot 14 september 1980). Het plan was om deze animatronics al eerder voor de Gran Fiesta Tour Starring The Three Caballeros te gebruiken, maar omwille van bezuinigingen en de verplaatsing van de figuren naar Tokyo, werd dit toentertijd niet gerealiseerd. Uiteindelijk werd de verbouwing afgerond op 4 december 2015.

## Beschrijving

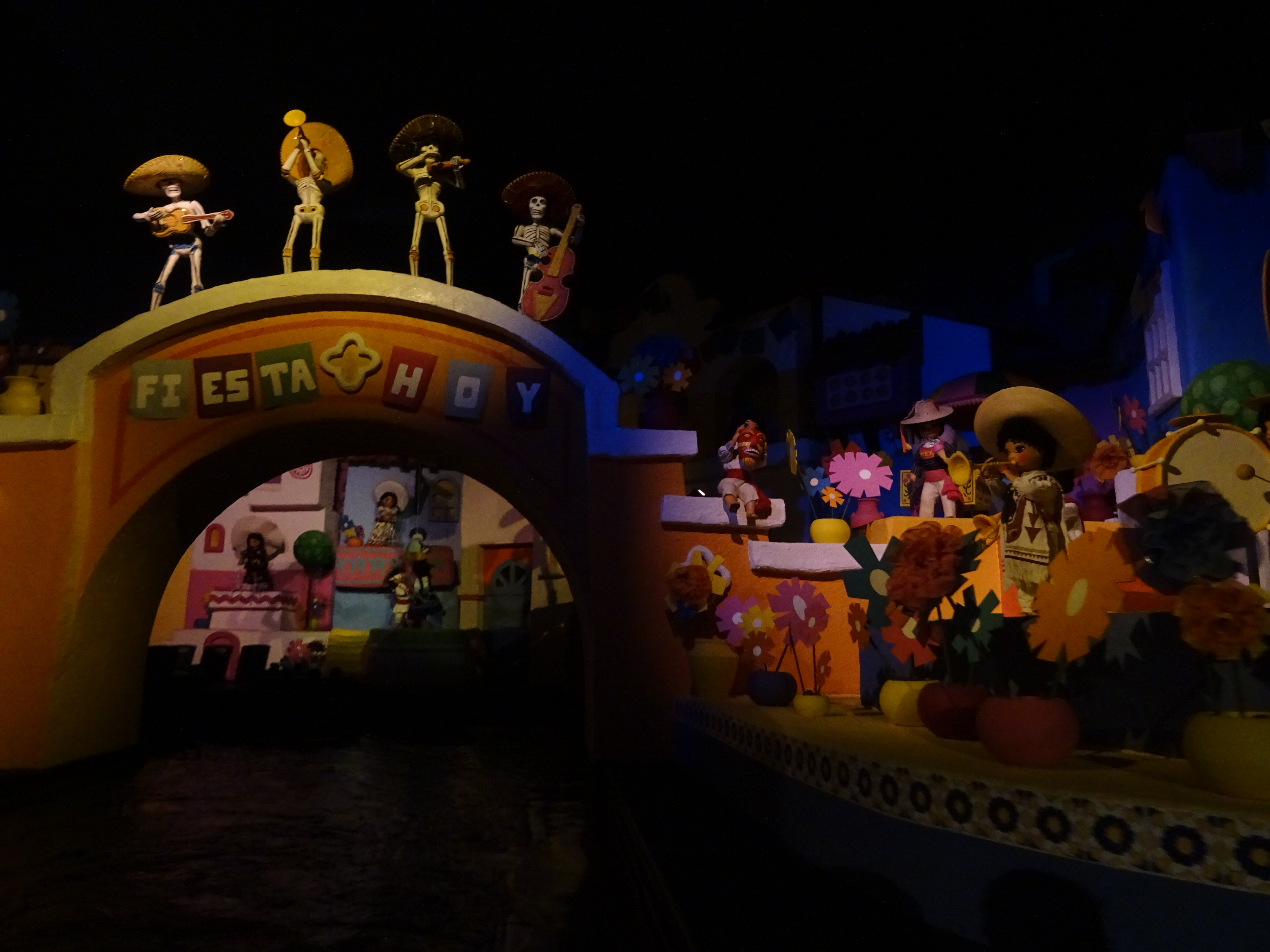
Zicht vanuit de boot.

De setting voor de attractie speelt zich af in Mexico, alwaar Panchito Pistoles, José Carioca en Donald Duck (de figuren uit De Drie Caballeros) een optreden zullen geven. Op het moment dat Panchito Pistoles en José Carioca zich voorstellen, blijkt Donald Duck er echter tussenuit te zijn geknepen om zich te vergrijpen aan het Mexicaanse toerisme. De zoektocht naar Donald om op tijd het concert te kunnen geven vormt de hoofdlijn binnen de attractie. Gasten betreden de attractie via het binnenplein van het Epcot-paviljoen van Mexico, om vervolgens in de wachtrij terecht te komen. Deze wachtrij zigzagt vrijwel direct naar het instapstation, waar gasten in een bootje kunnen stappen.
Als de boot uit het station glijdt, vaart deze eerst langs een diorama van een Maya-piramide, met in de verte enkele vulkanen. Daarna vaart een boot een tunnel van een tempel in. Aan het eind van deze tunnel hangt een scherm waarop een film te zien is van Panchito Pistoles en José Carioca die zich introduceren. Op het moment dat er een derde volgspot aangaat, staat hier niemand, terwijl hier Donald Duck had moeten staan. Panchito Pistoles en José Carioca stellen daarop voor om hem te gaan zoeken. Wat volgt is een aantal verschillende schermen met daarop ofwel Panchito Pistoles en José Carioca die Donald zoeken, ofwel Donald Duck die zich vergrijpt aan allerlei toeristische mogelijkheden in Mexico.
De volgende grote scène is een feestscène die volledig lijkt opgebouwd uit papier-maché. In de scène zijn verschillende dansende en musicerende animatronics te zien, een viertal mariachimuziek spelende skeletten en een piñata-spel met een piñata die op Donald Duck lijkt. Daarna vaart de boot een grot in, met verschillende scènes waarin Donald vakantie lijkt te vieren in Mexico en Panchito Pistoles en José Carioca hem nog steeds zoeken. Ondertussen lijkt de avond te vallen en wordt gesuggereerd dat de zon bijna ondergaat. Uiteindelijk wordt Donald Duck gevonden tussen een stel feestvierende Mexicaanse dames en trekken Panchito Pistoles en José Carioca hem hiervandaan. In de slotscène is het optreden te zien van de drie Caballeros (in animatronicvorm), met op de achtergrond de skyline van Mexico-Stad van waaruit vuurwerk wordt afgeschoten. Daarna vaart de boot terug het station in, via een tunnel met een muurschildering van de kaart van Mexico.

## Trivia
- Er wordt veelal gesuggereerd dat de attractie is gebaseerd op een mix van it's a small world en de voormalige Disney-attractie If You Had Wings.[1]
- In de film De Drie Caballeros wordt er door de figuren veelal gerookt en geschoten. Deze karakterkenmerken komen niet terug in de attractie.
- In de attractie wordt Panchito Pistoles vertolkt door Carlos Alazraqui, José Carioca door Rob Paulsen en Donald Duck door Tony Anselmo.